# Stop-and-frisk
Stop-and-frisk (auch Terry stop) ist eine polizeitaktische Maßnahme in den Vereinigten Staaten. Dabei werden Personen ohne Tatverdacht, lediglich aufgrund eines Anfangsverdachts, angehalten und nach Waffen und anderen verbotenen Gegenständen durchsucht.
Der Oberste Gerichtshof entschied 1968 im Fall Terry v. Ohio, dass eine solche Maßnahme zulässig ist.
Die in New York City vom damaligen Bürgermeister Michael Bloomberg zur Kriminalitätsbekämpfung befürwortete Handhabung wurde 2013 im Gerichtsfall Floyd v. City of New York als nicht verfassungskonform abgelehnt.